# NGC 1114
NGC 1114 é uma galáxia espiral (Sc) localizada na direcção da constelação de Eridanus. Possui uma declinação de -16° 59' 38" e uma ascensão recta de 2 horas, 49 minutos e 07,0 segundos.
A galáxia NGC 1114 foi descoberta em 6 de Outubro de 1785 por William Herschel.